# 국도 제64호선 (미국)

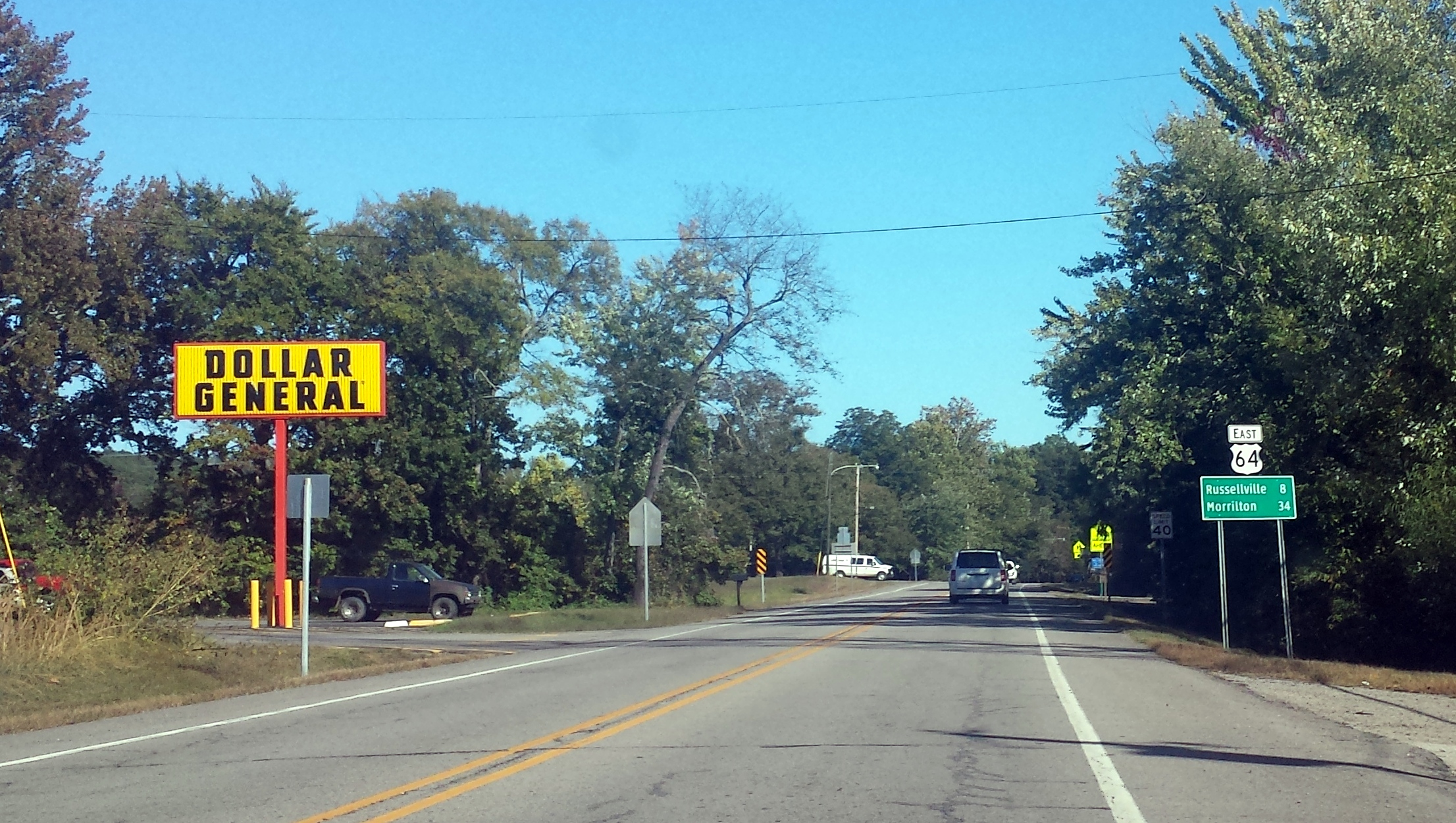
애리조나주 런던을 질주하고 있는 미국 64번 국도의 모습.

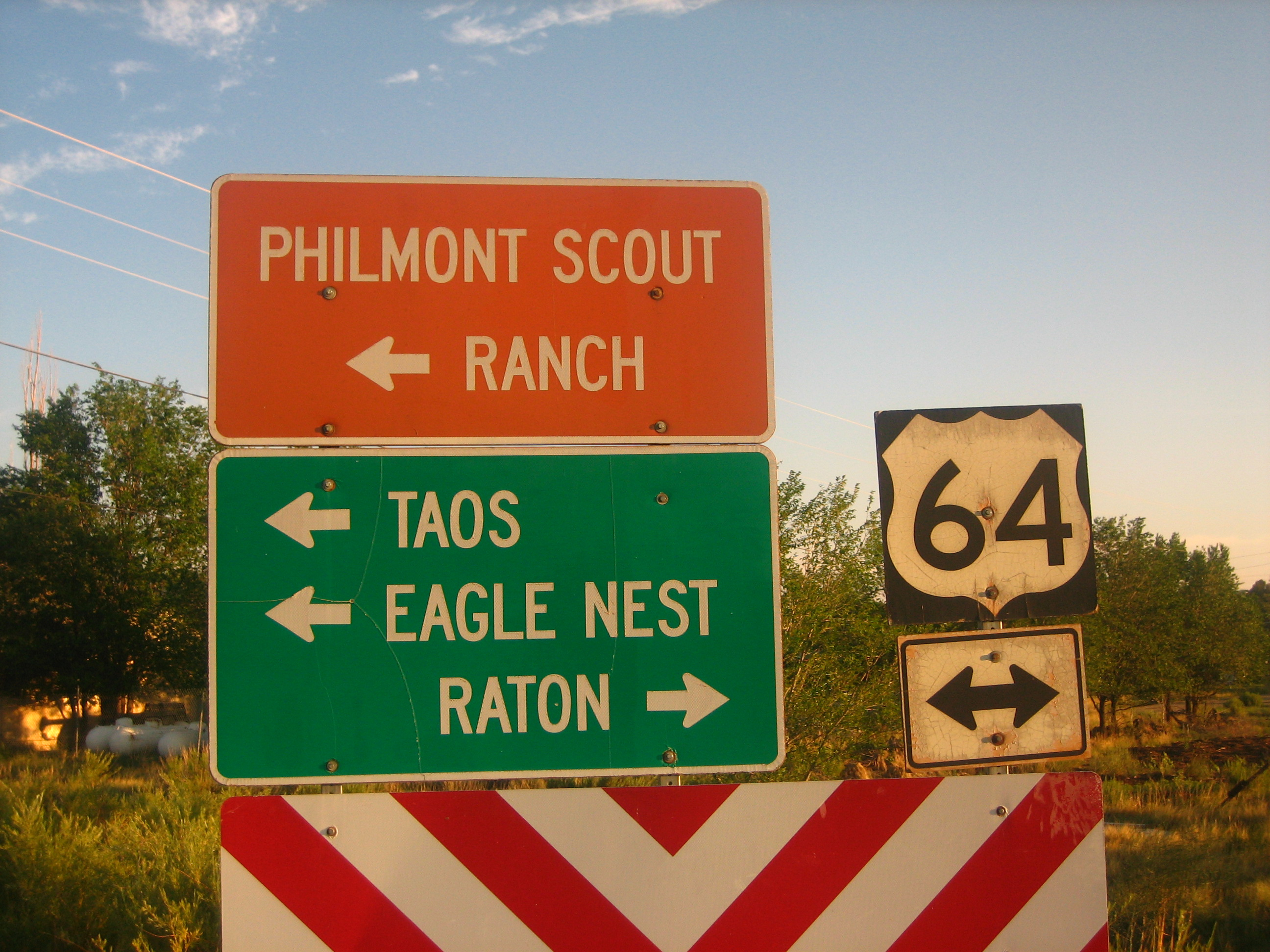
미국 뉴멕시코주 시머론에 놓인 US 64번 국도 전경

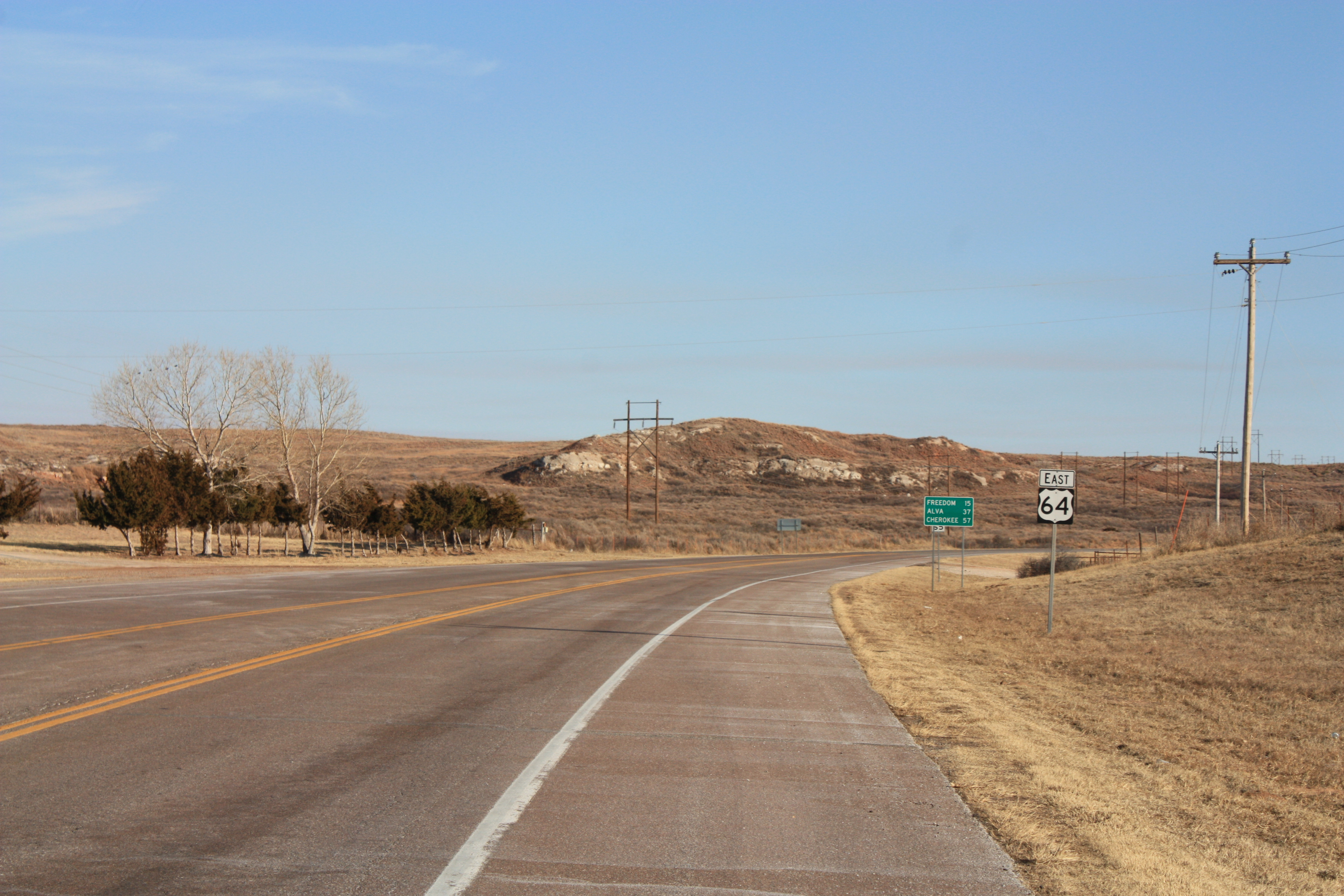
오클라호마주 우즈군을 중간에 관통하고 있는 US-64 국도 전경.

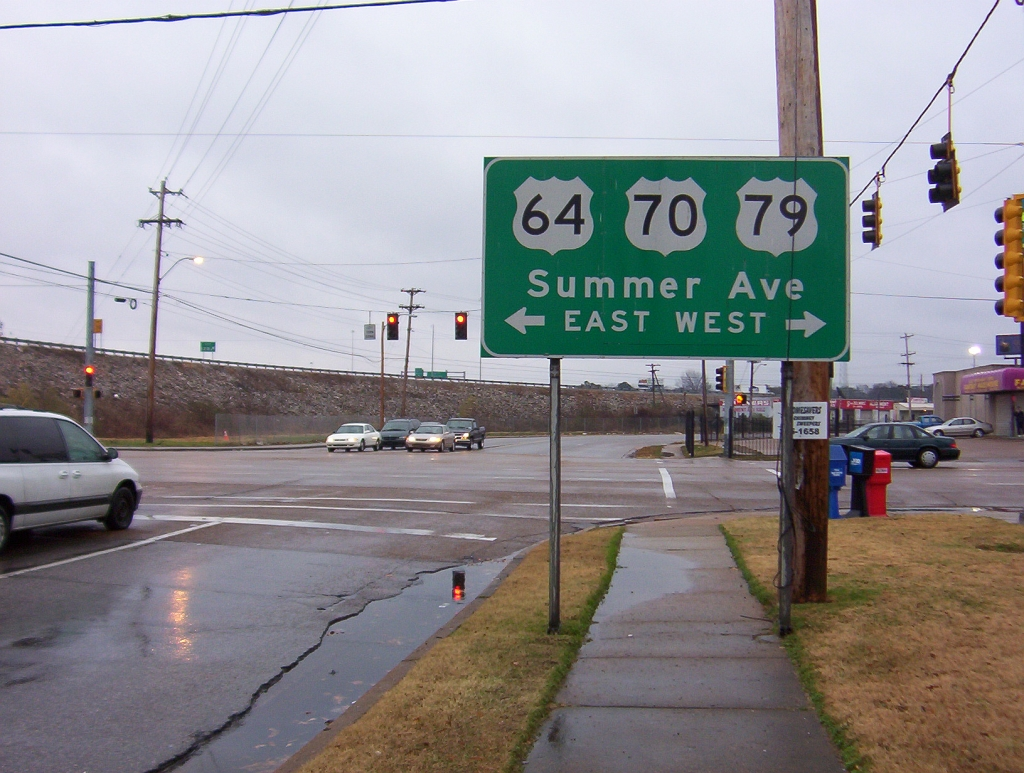
테네시주 멤피스에서 서로 겹쳐져 있는 US-64/US-70/US-79 등 3개의 국도 노선이 서로 나란히 만나는 모습

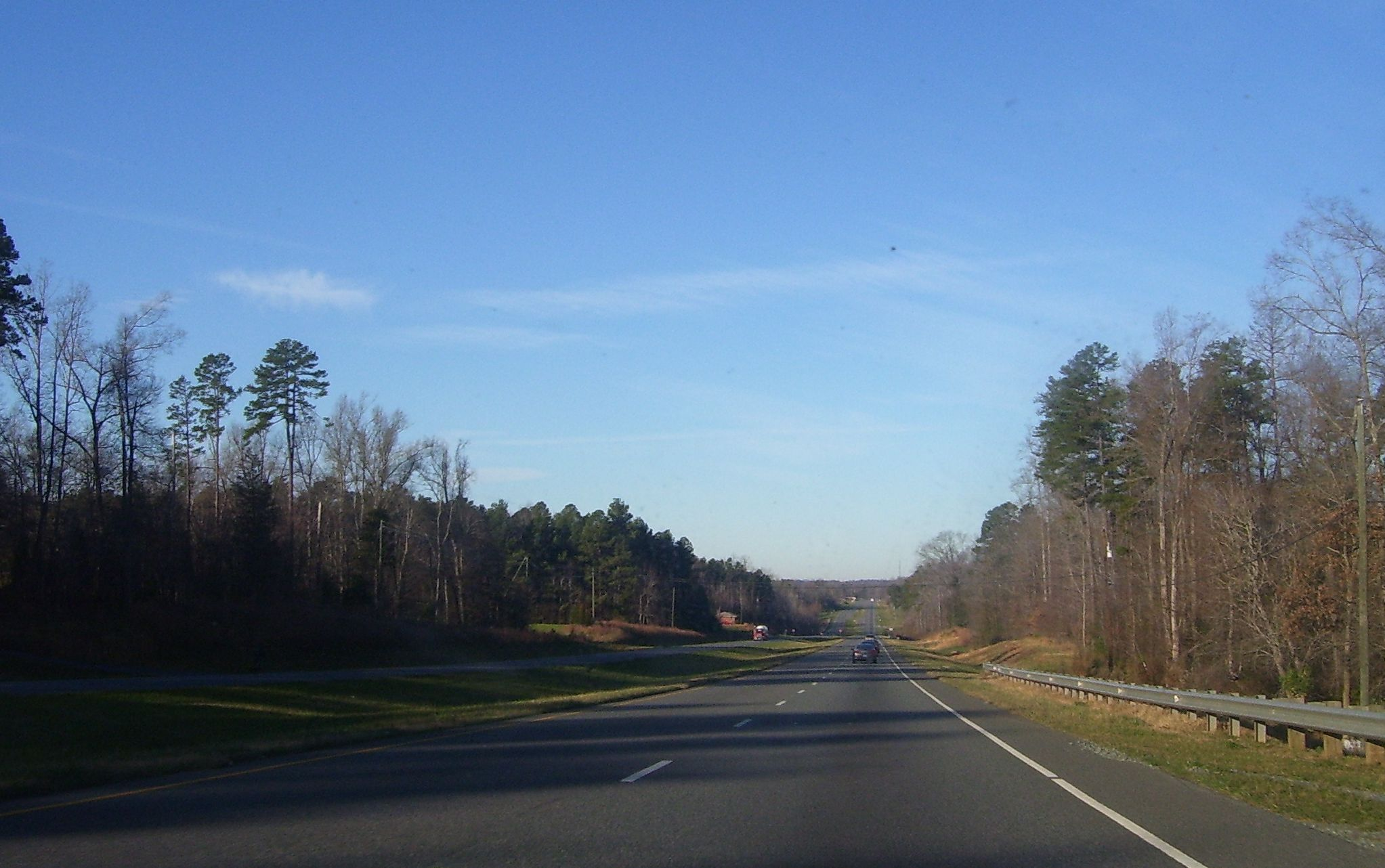
미국 노스캐롤라이나주 실러시티에서 가장 가까운 미국 64번 국도의 모습.

국도 제64호선(U.S. Route 64)은 미국 중앙부 지역을 동서로 이어주는 미국의 일반 국도로, 기점은 동부 지역인 애리조나주 틱스포스에서 노스캐롤라이나주 낵스헤드까지 이어주며, 총 연장은 3,743 km이다. 다만 이 국도는 미국 대륙의 내부를 동서로 직선 관통 노선으로 잘 알려져 온 것으로 드러나고 있다. 그리고 이 국도는 주간고속도로 제40호선과 같이 평행선으로 놓여 있는 것으로 드러나고 있다. 그리고 낵스헤드 같은 경우, 아우터뱅크스의 사주를 지나가게 되지만 중간에는 유타주, 콜로라도주, 뉴멕시코주, 애리조나주 등 4개의 주를 모두 접하고 있는 장소이기도 하다.

## 같이 보기
관련 국도
- 국도 제164호선
- 국도 제264호선(영어판)